# División de Estadísticas de las Naciones Unidas
La División de Estadísticas de las Naciones Unidas (por sus siglas en inglés: UNSD), anteriormente Oficina de Estadísticas de las Naciones Unidas, actúa bajo el Departamento de Asuntos Económicos y Sociales de las Naciones Unidas (DESA) como el mecanismo central dentro de la Secretaría de las Naciones Unidas para satisfacer las necesidades estadísticas y las actividades de coordinación del sistema estadístico global. La División está supervisada por la Comisión de Estadística de las Naciones Unidas, establecida en 1947, como la entidad principal del sistema estadístico mundial y el órgano superior de decisión para coordinar las actividades estadísticas internacionales. Reúne a los principales estadísticos de los Estados miembros de todo el mundo.
La División compila y difunde información estadística mundial, desarrolla estándares y normas para actividades estadísticas y apoya los esfuerzos de los países para fortalecer sus sistemas estadísticos nacionales.
La División publica regularmente actualizaciones de datos, incluidos el Anuario estadístico y el Libro de bolsillo de estadísticas mundiales, y libros e informes sobre estadísticas y métodos estadísticos. Muchas de las bases de datos de la División también están disponibles en su sitio (ver más abajo), como publicaciones electrónicas y archivos de datos en forma de CD-ROM, disquetes y cintas magnéticas, o como publicaciones impresas. UNdata, un nuevo servicio de datos basado en Internet para la comunidad global de usuarios, permite que las bases de datos estadísticos de las Naciones Unidas estén al alcance de los usuarios a través de un único punto de entrada. Los usuarios pueden buscar y descargar una variedad de recursos estadísticos del sistema de la ONU.

## Directores
Incluidos los directores suplentes:
| Nombre                        | Nacionalidad   | Plazo                             |
| ----------------------------- | -------------- | --------------------------------- |
| Stefan Schweinfest            | Alemania       | 1 de julio de 2014-presente       |
| Stefan Schweinfest (suplente) | Alemania       | Abril de 2013-30 de junio de 2014 |
| Paul Cheung                   | Singapur       | 2004-2012                         |
| Willem de Vries (suplente)    | Países Bajos   | 2002-2004                         |
| Hermann Habermann             | Estados Unidos | 1994-2002                         |
| William Seltzer               | Estados Unidos | 1986-1994                         |
| Yoshimasa Kurabayashi         | Japón          | 1982-1986                         |
| Svein Nordbotten              | Noruega        | 1979-1982                         |
| Simon Goldberg                | Canadá         | 1972-1979                         |
| Patrick J. Loftus             | Reino Unido    | 1962-1972                         |
| William R. Leonard            | Estados Unidos | 1948-1962                         |
| Harry Campion                 | Reino Unido    | 1947                              |